# Municipio de Paradise (condado de York)
El municipio de Paradise (en inglés: Paradise Township) es un municipio ubicado en el condado de York en el estado estadounidense de Pensilvania. En el año 2000 tenía una población de 3,600 habitantes y una densidad poblacional de 69 personas por km².

## Geografía
El municipio de Paradise se encuentra ubicado en las coordenadas 39°52′20″N 76°57′29″O / 39.87222, -76.95806.

## Demografía
Según la Oficina del Censo en 2000 los ingresos medios por hogar en la localidad eran de $48,517 y los ingresos medios por familia eran $51,914. Los hombres tenían unos ingresos medios de $36,537 frente a los $25,023 para las mujeres. La renta per cápita para la localidad era de $19,389. Alrededor del 4,3% de la población estaban por debajo del umbral de pobreza.